# 和田好清
和田 好清（わだ よしきよ、1937年（昭和12年）- ）は、日本のジャーナリスト、学者、政治活動家である。島根県大田市出身。早稲田大学卒業。産経新聞記者、藤田正明参議院議員政策担当秘書、新自由クラブ島根県連合代表、米アラスカ大学政治学客員教授、グアム大学政治学教授・総長顧問などを務めた。

## 経歴
- 1961年　早稲田大学第一政治経済学部卒
- 米国アリゾナ州立大学で政治学博士号取得
- 産経新聞入社、社会部記者、政治部記者
- 藤田正明参議院議員（のちの参議院議長）政策担当秘書
- グアム・リーフホテルの経営に携わる
- 1976年～1980年　新自由クラブ島根県連合代表・新自由クラブ全国幹事
- アラスカ大学政治学客員教授
- グアム大学政治学教授・総長顧問

## 選挙活動
- 1976年12月　第34回衆議院議員総選挙・島根全県区に新自由クラブ公認で出馬、落選
- 1979年10月　第35回衆議院議員総選挙・島根全県区に新自由クラブ公認で出馬、落選

## 著書
- 「裸のアメリカ人」
- 「裸の日本人」
- 「裸の選挙・代議士候補奮戦記」
- 「愛のアラスカ物語」
- 「警察回り記者」